# Andreas Decker
Andreas Decker (Zwickau, 19 agosto 1952) è un ex canottiere tedesco.

## Palmarès

### Olimpiadi
- 2 medaglie:
  - 2 ori (Montréal 1976 nel quattro senza; Mosca 1980 nel quattro senza)

### Mondiali
- 5 medaglie:
  - 4 ori (Lucerna 1974 nel quattro senza; Nottingham 1975 nel quattro senza; Amsterdam 1977 nel quattro senza; Bled 1979 nel quattro senza)
  - 1 argento (Cambridge 1978 nel quattro senza)

### Europei
- 1 medaglia:
  - 1 oro (Mosca 1973 nell'otto)